# Vành đai kinh tế vịnh Bắc Bộ

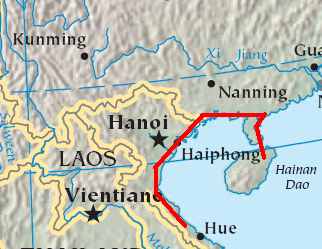
Vành đai kinh tế vịnh Bắc Bộ

Vành đai kinh tế Vịnh Bắc Bộ là khu vực hợp tác kinh tế giữa các địa phương của Việt Nam và Trung Quốc nằm xung quanh vịnh Bắc Bộ. Đây là một bộ phận của chương trình hợp tác kinh tế "hai hành lang, một vành đai". Phạm vi của vành đai này bao trùm:
- Ba thành phố cấp địa khu của tỉnh Quảng Tây gồm: Bắc Hải, Khâm Châu, Phòng Thành Cảng; Một thành phố cấp địa khu của tỉnh Quảng Đông là Trạm Giang; Tỉnh đảo Hải Nam.
- 10 tỉnh, thành Việt Nam gồm Quảng Ninh, Hải Phòng, Thái Bình, Nam Định, Ninh Bình, Thanh Hóa, Nghệ An, Hà Tĩnh, Quảng Bình và Quảng Trị.

Nội dung hợp tác bao gồm thương mại, đầu tư, khai thác kinh tế biển, du lịch và bảo vệ môi trường biển.